# 澳门路 (上海)
澳门路是中華人民共和國上海市普陀区的一条街道，东西走向，东起西苏州路，西至常德路。全长1,233米。

## 历史
澳门路由上海公共租界工部局辟筑于1900年，即划入该租界的第2年。第一次世界大战后，沿路兴建了众多工厂。包括150号申新九厂、477号中华书局印刷厂（今上海中华印刷有限公司）。660弄澳门小区则是保留下来的日式住宅。